# WAY-100,135
WAY-100,135 je piperazinski lek i istraživačka hemikalija koja se koristi u naučnim istraživanjima. Za njega se originalno smatralo da deluje kao selektivni antagonist  receptora, ali su naknadna istraživanja pokazala da on takođe deluje kao parcijalni agonist  i  receptora.

## Spoljašnje veze
|  | Molimo Vas, obratite pažnju na važno upozorenje u vezi sa temama iz oblasti medicine (zdravlja). |